# قائمة الأوليات الأكثر تعرضا للانقراض
قائمة الرئيسيات 25 المهددة بالانقراض في العالم هي قائمة بالأنواع الرئيسية من الحيوانات الثديية من فصيلة الرئيسيات وفروعها المهددة بالانقراض، يتم إنشاء هذه القائمة ونشرها كل عامين بواسطة مجموعة من المتخصصين في رئيسيات وهم الاتحاد الدولي لحفظ الطبيعة (IUCN/SSC PSG)، الجمعية الدولية لدراسة الرئيسيات (IPS)، منظمة الحفظ الدولية (CI)، في ومؤخراً أضافت قائمة 2012-2014 جمعية بريستول لعلم الحيوان (BCSF) إلى قائمة الناشرين.
في عام 2000، عمل الاتحاد الدولي لحفظ الطبيعة (IUCN/SSC PSG) مع منظمة الحفظ الدولية (CI) لبدء القائمة. لكن في عام 2002، وخلال المؤتمر 19 للجمعية الدولية لدراسة الرئيسيات، استعرض العلماء وناقشوا القائمة، مما أدى إلى مراجعة سنتي 2002-2004 وموافقة الجمعية الدولية لدراسة الرئيسيات (IPS). أصبح المنشور فيما بعد مشروعا مشتركا بين منظمات الحفظ الثلاث تتم مراجعته كل عامين بعد المؤتمر السنوي للجمعية الدولية لدراسة الرئيسيات (IPS).
اعتبارًا من تقرير 2004-2006، تم تغيير العنوان إلى "الرئيسيات المعرضة للخطر: أكثر 25 رئيسًا مهددة بالانقراض في العالم". في نفس السنة، بدأت القائمة في تقديم معلومات عن كل نوع، بما في ذلك مجلة حفظ الرئيسيات والتهديدات التي يواجهونها في البرية. تمت كتابة النص الخاص بالفصائل والأنواع بالتعاون مع خبراء في المجال، حيث شارك 60 شخصًا في تقرير 2006-2008، و85 شخصًا في تقرير 2008-2010.
نُشرت تقارير أعوام 2004-2006 و2006-2008 ضمن مجلة حفظ الرئيسيات التابعة للاتحاد الدولي لحفظ الطبيعة (IUCN/SSC PSG)، بينما تم نشر تقارير 2008-2010 و2010-2012 كمطبوعات مستقلة من قبل المنظمات الثلاث المساهمة.

## القائمة الحالية
| Species                                           | Years listed                       | Location(s) | Estimated population | IUCN status           | Threats |
| ------------------------------------------------- | ---------------------------------- | ----------- | -------------------- | --------------------- | --- |
| ليمور أسود ذو العينين الزرقاء Eulemur flavifrons  | 2008 2010 2012                     | Madagascar  | 450–2,300            | Critically endangered | - very small range (~2,700 km2) - loss of habitat (القطع والحرق agriculture, selective logging) - hunting (bushmeat) - live capture (pet trade) |
| Northern sportive lemur Lepilemur septentrionalis | 2008 2010 2012                     | Madagascar  | around 19            | Critically endangered | - very small range - تدمير البيئة (firewood, charcoal production, أوكالبتوس plantations) - hunting (bushmeat)                                   |
| سيفاكا حريري Propithecus candidus                 | 2000 2002 2004 2006 2008 2010 2012 | Madagascar  | fewer than 250       | Critically endangered | - very small range - hunting (bushmeat) - habitat loss (slash-and-burn agriculture, illegal logging, firewood)                                  |
| ليمور السيدة بيرت الفأري Microcebus berthae       | 2012                               | Madagascar  | fewer than 8,000     | Endangered            | - loss of habitat and fragmentation (slash-and-burn agriculture, illegal logging)                                                               |
| ليمور مطوق أحمر Varecia rubra                     | 2012                               | Madagascar  | unknown              | Critically endangered | - loss of habitat (slash-and-burn agriculture, illegal logging, human encroachment) - hunting (bushmeat)                                        |
| إندري شائع Indri indri                            | 2012                               | Madagascar  | unknown              | Critically endangered | - loss of habitat (slash-and-burn agriculture, firewood) - hunting (bushmeat, skins)                                                            |

| Species                                            | Years listed             | Location(s)                      | Estimated population | IUCN status               | Threats |
| -------------------------------------------------- | ------------------------ | -------------------------------- | -------------------- | ------------------------- | --- |
| Rondo dwarf galago Galagoides rondoensis           | 2006 2008 2010 2012      | Tanzania                         | unknown              | نوع مهدد بخطر انقراض أقصى | - very small range - habitat loss and fragmentation (agricultural encroachment, charcoal production, logging) |
| غينون رولواي Cercopithecus roloway                 | 2002 2006 2008 2010 2012 | Côte d'Ivoire Ghana              | unknown              | أنواع مهددة بالانقراض     | - hunting (bushmeat) - habitat loss and fragmentation (agricultural encroachment, charcoal production, logging) |
| كلوبس نهر تانا الأحمر Procolobus rufomitratus      | 2002 2004 2006 2008 2012 | Kenya                            | 1,100–1,300          | أنواع مهددة بالانقراض     | - hunting (bushmeat) - habitat loss and fragmentation (agricultural encroachment, fire, firewood, selective logging for local use [houses, canoes]) - habitat degradation (livestock, dam construction, irrigation projects) - parasitic infection of isolated populations |
| كولبس أحمر بنانتي Piliocolobus pennantii pennantii | 2004 2006 2010 2012      | Equatorial Guinea (Bioko Island) | fewer than 5,000     | أنواع مهددة بالانقراض     | - habitat degradation - hunting (bushmeat) - small range |
| غوريلا السهول الشرقية Gorilla beringei graueri     | 2010 2012                | Democratic Republic of the Congo | 5,000                | نوع مهدد بخطر انقراض أقصى | - habitat loss and fragmentation (agricultural encroachment, pastoral farming, illegal mining, charcoal production, wood and bamboo harvesting) - hunting (bushmeat, infant capture)                                                                                       |

| Species                                                         | Years listed                       | Location(s)                  | Estimated population | IUCN status               | Threats |
| --------------------------------------------------------------- | ---------------------------------- | ---------------------------- | -------------------- | ------------------------- | --- |
| لوريس بطيء جاوي Nycticebus javanicus                            | 2008 2010 2012                     | Indonesia (Java)             | unknown              | نوع مهدد بخطر انقراض أقصى | - live capture (pet trade [intense]) - hunting (traditional medicine [intense]) - habitat loss (agriculture, development activities [roads], human disturbance)                                                                         |
| Pig-tailed langur Simias concolor                               | 2002 2004 2006 2008 2010 2012      | Indonesia (Mentawai Islands) | 700–3,347            | نوع مهدد بخطر انقراض أقصى | - habitat loss (human encroachment, product extraction, commercial logging, conversion to cash crops and oil palm plantations) - hunting (bushmeat) - live capture (pet trade)                                                          |
| Delacour's langur Trachypithecus delacouri                      | 2000 2002 2004 2006 2008 2010 2012 | Vietnam                      | fewer than 250       | نوع مهدد بخطر انقراض أقصى | - habitat fragmentation - hunting (bushmeat, traditional medicine) |
| Golden-headed langur Trachypithecus poliocephalus poliocephalus | 2000 2002 2004 2006 2008 2010 2012 | Vietnam                      | 60–70                | نوع مهدد بخطر انقراض أقصى | - habitat fragmentation (human encroachment, development for tourism) - hunting (bushmeat, traditional medicine) |
| Western purple-faced langur Trachypithecus vetulus nestor       | 2004 2006 2008 2010 2012           | Sri Lanka                    | unknown              | نوع مهدد بخطر انقراض أقصى | - habitat loss and fragmentation (urbanization, agricultural encroachment) - dependent on gardens for survival - live capture (pet trade) - hunting (pests) - other human factors (electrocution [power lines], road kill, dog attacks) |
| لنغور دوك رمادي الساق Pygathrix cinerea                         | 2000 2002 2004 2006 2008 2010 2012 | Vietnam                      | 600–700              | نوع مهدد بخطر انقراض أقصى | - restricted range - habitat loss and fragmentation (agricultural encroachment, illegal logging, firewood) - hunting (bushmeat, traditional medicine) - live capture (pet trade)                                                        |
| سعدان تونكين أفطس الانف Rhinopithecus avunculus                 | 2000 2002 2004 2006 2008 2010 2012 | Vietnam                      | 200–250              | نوع مهدد بخطر انقراض أقصى | - habitat loss and fragmentation (logging, firewood, roads) - hunting (bushmeat, traditional medicine) |
| Eastern black crested gibbon Nomascus nasutus                   | 2008 2010 2012                     | China Vietnam                | around 110           | نوع مهدد بخطر انقراض أقصى | - habitat loss, fragmentation, and disturbance (agricultural encroachment, pastoral farming, firewood, charcoal production) - hunting (bushmeat)                                                                                        |
| Pygmy tarsier Tarsius pumilus                                   | 2012                               | Indonesia (Sulawesi)         | unknown              | نوع ناقص البيانات         | - habitat loss (human encroachment) |

| Species                                               | Years listed             | Location(s)        | Estimated population | IUCN status               | Threats |
| ----------------------------------------------------- | ------------------------ | ------------------ | -------------------- | ------------------------- | --- |
| سعدان عنكبوتي بني Ateles hybridus                     | 2004 2006 2008 2010 2012 | Colombia Venezuela | unknown              | نوع مهدد بخطر انقراض أقصى | - habitat loss and fragmentation (agricultural encroachment, cattle-ranching, logging) - hunting (bushmeat) - live capture (pet trade) |
| Brown-headed spider monkey Ateles fusciceps fusciceps | 2006 2012                | Ecuador            | unknown              | نوع مهدد بخطر انقراض أقصى | - habitat loss and fragmentation - hunting (bushmeat)                                                                                  |
| كبوشي كابوري Cebus kaapori                            | 2012                     | Brazil             | unknown              | نوع مهدد بخطر انقراض أقصى | - habitat loss and degradation (selective logging) - hunting (bushmeat) - live capture (pet trade)                                     |
| Rio Mayo titi Callicebus oenanthe                     | 2012                     | Peru               | unknown              | نوع مهدد بخطر انقراض أقصى | - habitat loss and fragmentation (rice and coffee plantations, roads, cattle-ranching) - hunting (bushmeat) - live capture (pet trade) |
| Northern brown howler Alouatta guariba guariba        | 2012                     | Brazil             | fewer than 250       | نوع مهدد بخطر انقراض أقصى | - habitat loss (selective logging) - hunting (bushmeat) - disease epidemics                                                            |